# كريستينا رودريغوس
كريستينا رودريغوس هي مهندسة معمارية وفنانة برتغالية، ولدت في 1 يوليو 1980 في بورتو في البرتغال.